# Həsənbinə
Həsənbinə (également Gasanbina) est un village du district de Zaqatala en Azerbaïdjan. Le village fait partie de la commune de Üçüncü Tala (en).